# Schistura bampurensis
Schistura bampurensis és una espècie de peix de la família Balitoridae i de l'ordre dels cipriniformes.

## Morfologia
Els mascles poden assolir els 5,4 cm de longitud total.

## Distribució geogràfica
Es troba a l'Iran i Pakistan.